# Poecilohetaerella minuta
Poecilohetaerella minuta är en tvåvingeart som först beskrevs av Tonnoir och Malloch 1926.  Poecilohetaerella minuta ingår i släktet Poecilohetaerella och familjen lövflugor. Inga underarter finns listade i Catalogue of Life.